# ゆかいな親子
『ゆかいな親子』（ゆかいなおやこ）は、1978年4月から1979年9月までテレビ朝日系列局ほかで放送された番組。

## スタッフ
- プロデューサー:栗原宏、栗山淳
- ディレクター:佐藤治夫、長久保徹
- 企画協力:日本経済教育センター
- 制作:テレビ朝日、朝日映像[2]